# 8 км (зупинний пункт, Південно-Західна залізниця)
8 км — пасажирський зупинний пункт Миронівського напрямку Козятинської дирекції залізничних перевезень Південно-Західної залізниці. Платформа розташована між станцією Фастів ІІ та зупинною платформою Паляничинці. Відстань від станції Київ-Пасажирський — 72 км.
Лінія, на якій розташовано платформа, відкрита 1876 р. як складова залізниці Фастів — Знам'янка. Час виникнення платформи наразі не встановлений. Виникла вона не раніше 1962 року. У 2007 році відкрито роз'їзд 8 км, який у 2017 році перетворений на зупинний пункт.